# 14203 Hocking
14203 Hocking (1998 YT20) là một tiểu hành tinh vành đai chính được phát hiện ngày 25 tháng 12 năm 1998 bởi Spacewatch ở Kitt Peak.